# Сахновський Гнат Васильович
Сахновський (Васютинський, Сахненко) Гнат Васильович (м. Мена (?) — 1736 (?) Максаківський монастир) — політичний і військовий діяч України в складі Російської імперії. З ім'ям Сахновського пов'язана легенда про так званий скарб Золота комора.

## Родина
Син Менського городового отамана (1676) Василя (Васюти) Сахненка. Тому писався також Васютинським.
Мав синів Івана та Петра, доньок Феодору й Ірину, через шлюби яких поріднився з Михайлом Забілою, Федором Лисенком, Михайлом Мілевським, Іваном Троцьким.

## Посади
Сотник Киселівської сотні (1681; 1696).
Менський городовий отаман (1693).
Сотник Менської сотні (1696–1722).
Чернігівський полковий обозний (1709; 1722–1732).
Чернігівський наказний полковник (1726). 24 червня 1732 р. звільнений від служби по старості.

## Діяльність
Побудував наприкінці 1690-х років Троїцьку церкву в місті Мені.

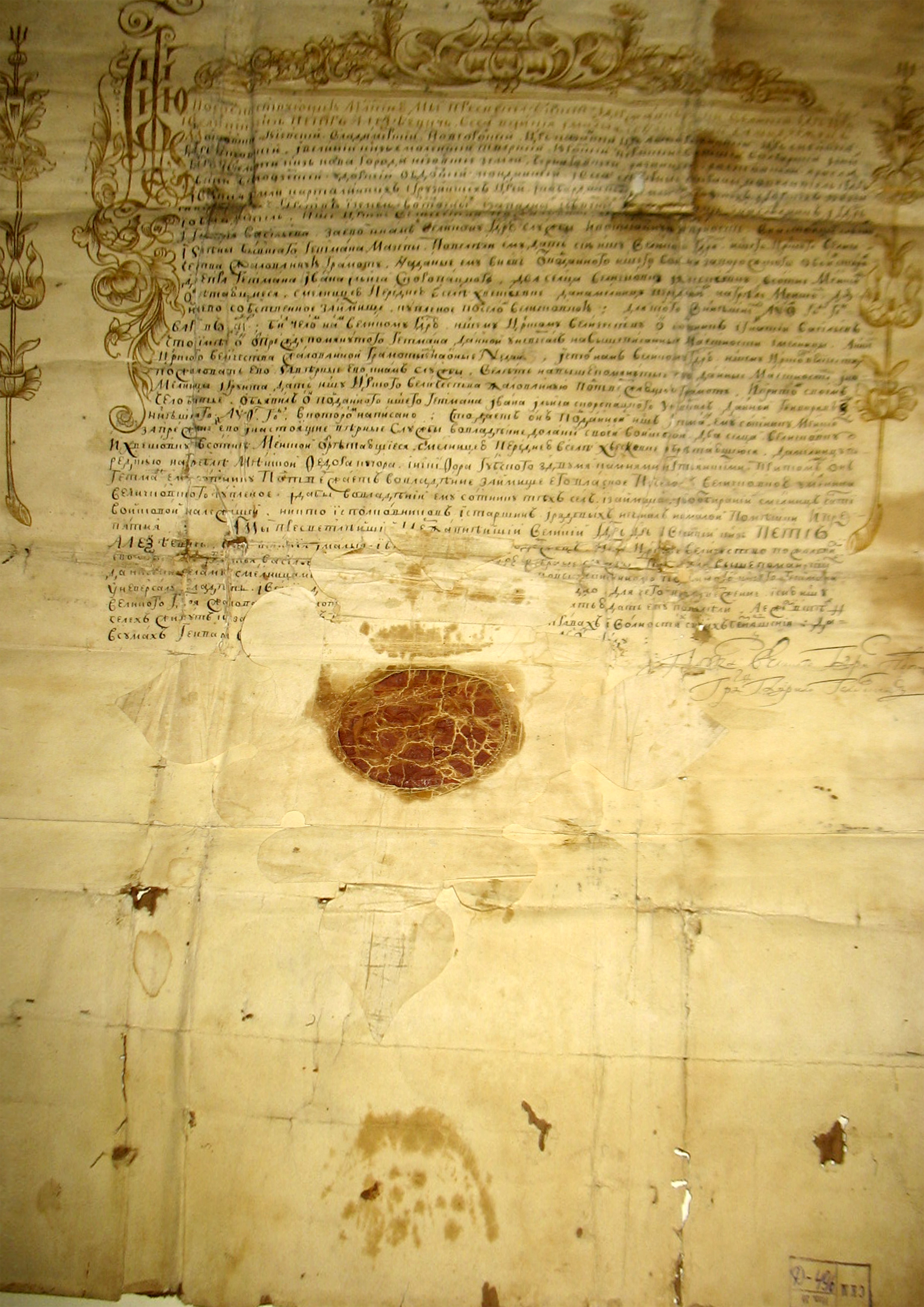
Грамота канцлера Г. Головкіна, надана Гнату Сахновському в м. Суми 17 січня 1709 р.

В ході буремних подій Північної війни перейшов на бік Петра I. Прагнучи залучити на свій бік якомога більше представників козацької старшини московські чиновники роздавали ґрунти та маєтки Гетьманщини. До цього реєстру потрапив і Гнат Сахновский який «пожалован царской милостью двумя сельцами Феськовкой и Величковкой». Про це написано в грамоті канцлера Головкіна до менського сотника Гната Васильовича Сахновського від 17 січня 1709 р.: «Наше царское величество пожаловали… сотника Игнатия Васильева за его к нам великому государю службы и показанную верность в настоящей случай измены бывшего гетмана Мазепы». Зберігається в Сосницькому краєзнавчому музеї ім. Ю. Виноградського.
За переказами, напередодні переходу на бік царя, Г. Сахновський сховав сотенну скарбницю. Це дало привід до появи легенди під назвою «золота комора».
Дата і місце смерті остаточно не з'ясовані. Ймовірно, це сталось в середині XVII ст. в Максаківському монастирі, де як послушник (з церковним іменем) останні роки життя і перебував Гнат Сахновський.